# Naravni park Bucegi
Naravni park Bucegi (romunsko Parcul Natural Bucegi) je zaščiteno območje (kategorija naravnega parka V po IUCN) v upravnih okrožjih Brașov, Dambovița in Prahova v Romuniji.

## Lega
Naravni park je v jugovzhodnem delu Romunije v pogorju Bucegi v južnih Karpatih.

## Opis
S površino 32.663 ha je bil z zakonom št. 5 z dne 6. marca 2000 razglašen za zavarovano območje (objavljeno v Uradnem listu št. 152 z dne 12. aprila 2000), je gorsko območje (jame, brezna, kanjoni, grebeni, vrtače, doline, slapovi, pašniki in gozdovi) z raznovrstno floro in favno. Park je znan po kamnitih tvorbah gob (babele) in sfinge.

### Naravni rezervat
Zaščitena območja, vključena v park: 
- Abruptul Mălăiești - Bucșoiu - Gaura (1634 ha) in Locul fosilifer Vama Strunga v okrožju Brașov;[4]
- Jama Cocora in Cheile Urșilor (307 ha) v okrožju Dâmbovița[5] in
- Abruptul Prahovean Bucegi (3478 ha) in Colții lui Barbeș (1513 ha) v okrožju Prahova

## Geologija
Geološko so Bucegi sestavljeni iz različnih kamnin, kot sta apnenec, kristalinski apnenec, in so raznovrstnega reliefa. Značilne so nenavadne oblike, kot so gobe (babele), človeška glava (sfinga), stolpi, igle in police, jame (Ialomița) in pomoli (Zănoagei, Ghimbarului). Lepoto pokrajine dopolnjujejo ostri vrhovi nad 1000 m nad dolino Prahove, gladke stene Bucegi in slapovi (Urlatoarea). Višine se gibljejo med 800 m in 2505 m (Omu), kjer je meteorološka postaja.
Za park so značilni velika biotska pestrost, geološki geomorfološki pojavi in kras, ki je še posebej pomemben v znanstvenem pomenu: jama Ialomița, jama Rătei, korita Zănoagei, Urșilor, Orzei, Tătarului, Lespezi, kanjon Horoabei, jezera, doline.
Na vrhu Caraimana na nadmorski višini 2291 m je bil postavljen križ junakom, viden z velike razdalje, ki je namenjen počastitvi spomina na junake, ki so umrli v prvi svetovni vojni.

## Biotska pestrost
Gozdovi Bucegi (z naravnimi, geološkimi in geografskimi, florističnimi, hidrološkimi in speleološkimi značilnostmi) so gorsko naravno območje z raznovrstnim rastlinstvom in živalstvom na ravni vrst in ekosistemov.

### Habitat
V naravnem parku je več habitatov: gozd navadnega macesna in/ali cemprina, dačanski bukov gozd (Symphyto-Fagion), gozd jugovzhodne karpatske smreke (Picea abies) z alpskim zvončkom (Soldanella hungarica), gozdovi kisloljubne navadne smreke (Picea abies) in drugih iglavcev, bukovi gozdovi, gozdovi na strmih pobočjih, grapah, različni gorski travniki in alpsko borealno grmičevje z vrstama planinski bor (Pinus mugo) in sleč (Rhododendron myrtifolium), jame, do katerih je dostop prepovedan, melišča, vegetacija skalnih razpok na skalnatih pobočjih apnenca, zelnata in lesnata vegetacija gorskih rek (Salix elaeagnos) vzdolž gorskih vodotokov , izviri, apnenčasta skalnata pobočja in polsuha travišča.

### Živalstvo
Sesalci: rjavi medved (Ursus arctos), volk (Canis lupus), jeleni (Cervus elaphus), damjak (Dama dama), gams (Rupicapra rupicapra), srna (Capreolus capreolus), divja mačka (Felis silvestris), risi (Lynx lynx), kuna zlatica (Martes martes), navadna lisica (Vulpes vulpes crucigea), siva veverica (Sciurus carolineansis), podgana (Nannospalax leucodon), širokouhi netopir (Barbastella barbastellus), mali podkovnjak (Rhinolophus hipposideros), pozni netopir (Eptesicus serotinus), rjavi uhati netopir (Plecotus auritus), dvobarvni netopir (Vespertilio murinus), dvobarvna rovka (Crocidura leucodon), drevesni polh (Dryomys nitedula), brezova miš (Sicista betulina);
Ptice: divji petelin (Tetrao urogallus), planinski orel (Aquila chrysaetos), beloglavi jastreb (Gyps fulvus), krokar (Corvus corax), rdečerepa kanja (Buteo jamaicensis), slegur (Monticola saxatilis), krivokljun (Loxia curvirostra), hudournik (Apus apus), vodna cipa (Anthus spinoleta);
Plazilci in dvoživke: navadni gož (Elaphe longissima), smokulja (Coronella austriaca), navadni slepec (Anguis fragilis), navadni gad (Vipera berus), martinček (Lacerta agilis), pozidna kuščarica (Podarcis muralis), hribski urh (Bombina variegata), karpatski močerad (Triturus montandoni), zelena rega (Hyla arborea), sekulja (Rana temporaria), rosnica (Rana dalmatina), planinski pupek (Triturus alpestris), navadni pupek (Triturus vulgaris), navadni močerad (Salamandra salamandra);
Ribe: keslerjev golobček (Gobio kessleri) in glavač (Cottus gobio).

### Rastlinstvo
Različne rastlinske vrste so razporejene po geoloških značilnostih tal in podnebja, geomorfološki strukturi in višini.
Drevesa in grmičevje: jelka (Abies), macesen (Larix), navadna tisa (Taxus baccata), cemprin (Pinus cembra), navaden macesen (Larix decidua), jesen (Fraxinus), bukev (Fagus sylvatica), breza (Betula pendula), trepetlika (Populus tremula), iva  (Salix capreea), vrba (Salix myrtilloides), vrba (Salix retusa), planinski bor (Pinus mugo), navadni brin (Juniperus communis), navadna leska (Corylus avellana), brusnica (Vaccinium vitis idaea), borovnice (Vaccinium myrtillus L.), robidnice (Rubus fruticosus), navadna trdoleska (Euonymus europaeus).
Cvetje in zelišča z redkimi vrstami, nekatera zaščitena z zakonom ali endemična v tej regiji: planika (Leontopodium alpinum Cass), lepi čeveljc (Cypripedium calceolus), potonika (Rhododendron Kotschy), Blagajev volčin (Daphne blagayana), alpska velesa (Dryas octopetala), angelika (Angelica archangelica), Astragalus depressus, navadna mladomesečinka (Botrychium lunaria), Cysptopteris alpina, Erysimum officinalis, iris ruthenica, rumeni mak (Glaucium flavum), rdeča murka (Nigritella rubra), jetrnik (Hepatitis transsilvanica), zlatica (Ranunculus repens L.), rumeni svišč (Gentiana lutea), alpska mastnica (Pinguicula alpina), Clusijev svišč, preobjeda (Aconitum anthora), Hieracium aurantiacum, Doronicum austriacum, baldrijan (Valeriana officinalis), gorska zlatica (Ranunculus mont anus), navadni popon (Helianthemum nummularium), plazeči petoprstnik (Potentilla reptans), navadna šparnica (Biscutella laevigata), poljska materina dušica (Thymus serpyllum), bodeča neža (Carlina acaulis), alpska velesa (Dryas octopela), Cerastium arvense, pomladanski jeglič (Primula Eilat), nasprotnolistni kamnokreč (Saxifraga oppositifolia), travniška ivanjščica (Leucanthemum vulgare), Cerastium tomentosum, alpska zvončica (Campanula alpina), črna detelja (Trifolium pratense), lepnica (Silene acaulis).